# Juana Millán

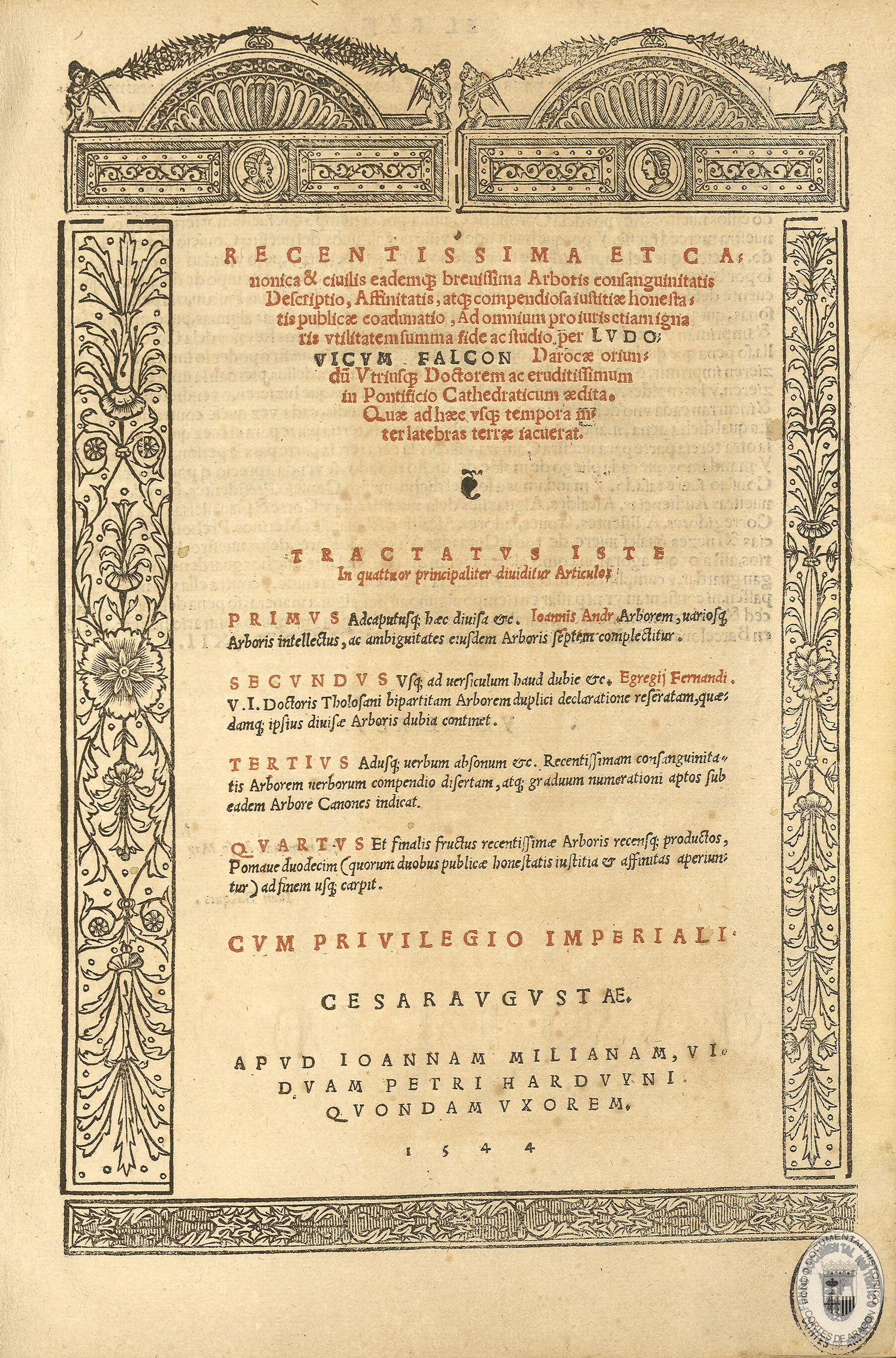
Recentissima, tryckt av Juana Millan

Juana Millán, född okänt år, död efter 1550, var en spansk tryckare. Hon var den första kvinnliga tryckare som publicerade sig under eget namn i Spanien, och en av de första kvinnliga tryckarna i Spanien utöver detta. Hon var gift med tryckaren Pedro Hardouin och skötte hans tryckpress i Zaragoza efter hans död 1536–1545, och efter sin andre makes död 1549–1550.